# Luc Ayang
Luc Ayang, né en 1947 à Doukoula (arrondissement de Kar-Hay, département du Mayo-Danay), est un homme d'État camerounais d'ethnie Tupuri. Il a été premier ministre de la République unie du Cameroun du 22 août 1983 au 25 janvier 1984.

## Biographie

### Enfance, formation et débuts
Luc Ayang nait en 1947 à Doukoula dans l'arrondissement de Kar-Hay (département du Mayo-Danay),. Après ses études primaires et secondaires à Doukoula et à Ngaoundéré, il obtient le Baccalauréat au Collège de Mazenod en 1968,. Puis il s’inscrit à l’Université de Yaoundé la même année. Luc Ayang y obtient un diplôme en droit et en économie en 1972. Il étudie à l’ENAM (section Administration générale) et en sort Administrateur civil en 1974,.

### Premier ministre
En mars 1975, il entre au Secrétariat Général de la Présidence. Il y est nommé Chef de service de la Législation et de la Réglementation à la Division des Affaires Administratives et Juridiques,. Il est nommé premier vice-préfet de N'gaoundéré en septembre 1976 puis il entre au Gouvernement en tant que Ministre de l’Élevage, des Pêches et des Industries animales le 2 mai 1978,. Le 22 août 1983, Luc Ayang, chrétien de l'ethnie Toupouri devient Premier Ministre par intérim, en remplacement du Fulbé Bello Bouba Maigari qui avait été imposé à Paul Biya par Ahmadou Ahidjo tout en conservant son poste de ministre précédent,,. Il ne reste que cinq mois à ce poste, Paul Biya faisant supprimer le poste de Premier Ministre par un amendement constitutionnel en janvier 1984,. Il soutient le président Biya pour les élections présidentielles de janvier 1984

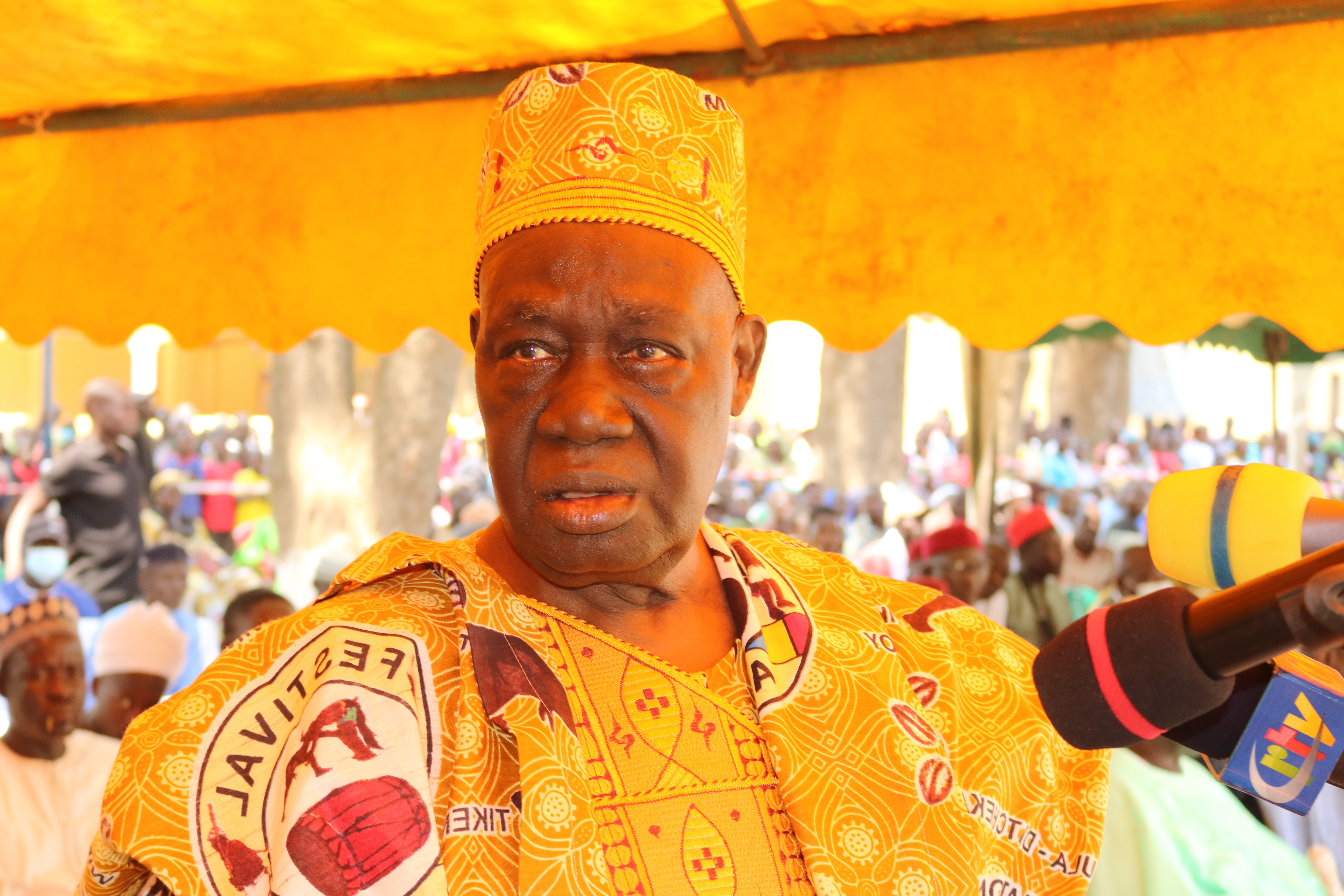
AYANG Luc ancien premier ministre du Cameroun

### Président du conseil économique et social
Depuis le 04 février 1984, Paul Biya le nomme au poste de Président du Conseil Économique et Social, poste proche du président, plus stable que celui de premier ministre et moins sujet à critique,. À ce poste, il succède à Félix Sabal Leco. Il est de fait la quatrième personnalité du pays sur le plan protocolaire et ne rapporte directement qu’au président Paul Biya pour la primeur de ses rapports et autres réflexions. Son rôle est de conseiller le pouvoir exécutif dans le domaine économique, social, culturel et environnemental. Il est aussi chargé d’émettre des avis concernant les projets de loi, ordonnance ou de décret sur demande du Président de la République. Membre titulaire du Comité Central et membre du Bureau du Rassemblement démocratique du peuple camerounais (RDPC), il participe aux campagnes électorales dans le département du Mayo Danay pour soutenir la cause de son parti politique,. Il assure également le rôle de représentant personnel du président Paul Biya lors de différentes cérémonies. Il est aussi le chef du canton de Doukoula.

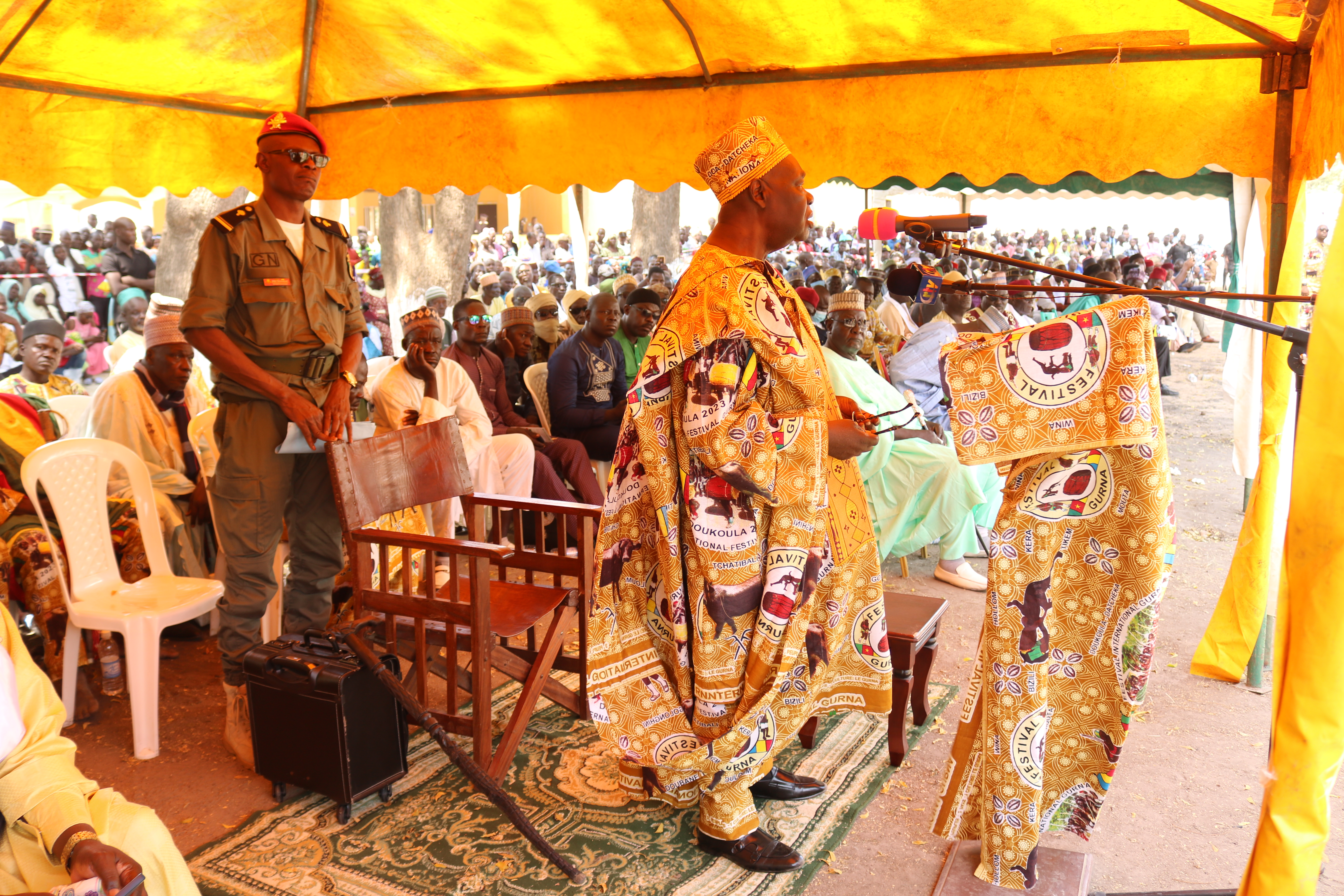
AYANG LUC

La construction du nouveau siège de l’Assemblée nationale va modifier a des conséquences sur la localisation du président du CES. En effet, le président du conseil économique et social fait partie de la vague de personnes appelée à déménager. Le site qui abritera les nouveaux locaux de la Chambre Basse du Parlement, comprend des parcelles sur lesquelles est notamment construite la résidence qu’occupe encore Ayang Luc. « Ce site est composé de frais parcelles. Le site actuel de l’Assemblée nationale, ceux abritant de part et d’autre la résidence du président du Conseil économique et social et le camp du Groupe d’escadron mobile n°1 de la Gendarmerie nationale », a indiqué le vice-président de l’Assemblée nationale et maitre d’ouvrage délégué du projet, Théodore Datouo.